# 小行星58364
小行星58364（58364 Feierberg）是一颗绕太阳运转的小行星，为主小行星带小行星。该小行星于1995年6月发现。
該小行星以美國天文學家邁克爾·費爾伯格（Michael Feierberg）命名。

## 轨道参数
小行星58364的轨道半长轴为387 609 830 km（2.5909748 UA），离心率为0.142。